# Даджаль
Даджа́ль — у мусульманській міфології — спокусник людей, противник Аллаха, який повинен з'явитися перед кінцем світу. Даджаль є свого роду ісламським аналогом християнського Антихриста.
У Корані Даджаль не згадувався, але часто описувався в середньовічних оповідях про прийдешні лиха («малахим»). Його вважали тісно пов'язаним з Іблісом.
Місцезнаходженням Даджаля є острів в Індійському океані. За переказами, він прикований до скелі і охороняється джинами. Мореплавці, що пропливають мимо, можуть чути музику, що доноситься з острова, і купувати прянощі у невидимих жителів острова, які залишають товари на березі.
Згідно з міфами, перед кінцем світу, коли Йаджудж і Маджудж прорвуть стримуючу їх стіну, Даджаль також звільниться від кайданів і з'явиться на чолі війська, сидячи на величезному ослові. Він встановить своє царювання всюди на землі, окрім Мекки і Медини. Це царство протримається 40 днів (або 40 років). Іса ібн Маріам і Махді знищать спочатку царство Даджаля. Потім Махді (у деяких варіантах — Іса) уб'є його в Сирії або Палестині.
З Даджалем іноді ототожнювали деяких персонажів мусульманського переказу — сучасника Мухаммада мединця Ібн Сайіда, а також легендарного староаравійського віщуна Шикку.